# 青森県道227号名久井岳公園線
青森県道227号名久井岳公園線（あおもりけんどう227ごう なくいだけこうえんせん）は、青森県三戸郡三戸町から南部町に至る一般県道である。

## 概要
三戸町泉山で青森県道134号櫛引上名久井三戸線から分岐し、名久井岳の南側を経由して、名久井岳県立自然公園を通り、南部町上名久井で再び青森県道134号に合流する路線である。

### 路線データ
- 起点：三戸郡三戸町大字泉山（櫛引上名久井三戸線交点）[1]
- 終点：三戸郡南部町大字上名久井（櫛引上名久井三戸線交点）[1]

## 歴史
- 1995年（平成7年）4月1日 - 県道に認定される[1]。

## 路線状況

### 冬期通行止め
- 三戸町泉山 - 南部町法光寺（11月下旬 - 4月下旬）

## 地理

### 通過する自治体
- 三戸郡
  - 三戸町
  - 南部町

### 交差する道路
- 青森県道134号櫛引上名久井三戸線（起点・終点）

### 沿線の施設など
- 名久井岳
- 名久井岳県立自然公園
- 南沢山さくらんぼ公園